# Johann Christoph von Naumann
Johann Christoph von Naumann (* 30. März 1664 in Dresden; † 8. Januar 1742 ebenda) war ein deutscher Ingenieuroffizier und Architekt.

## Leben

### Familie und Ausbildung

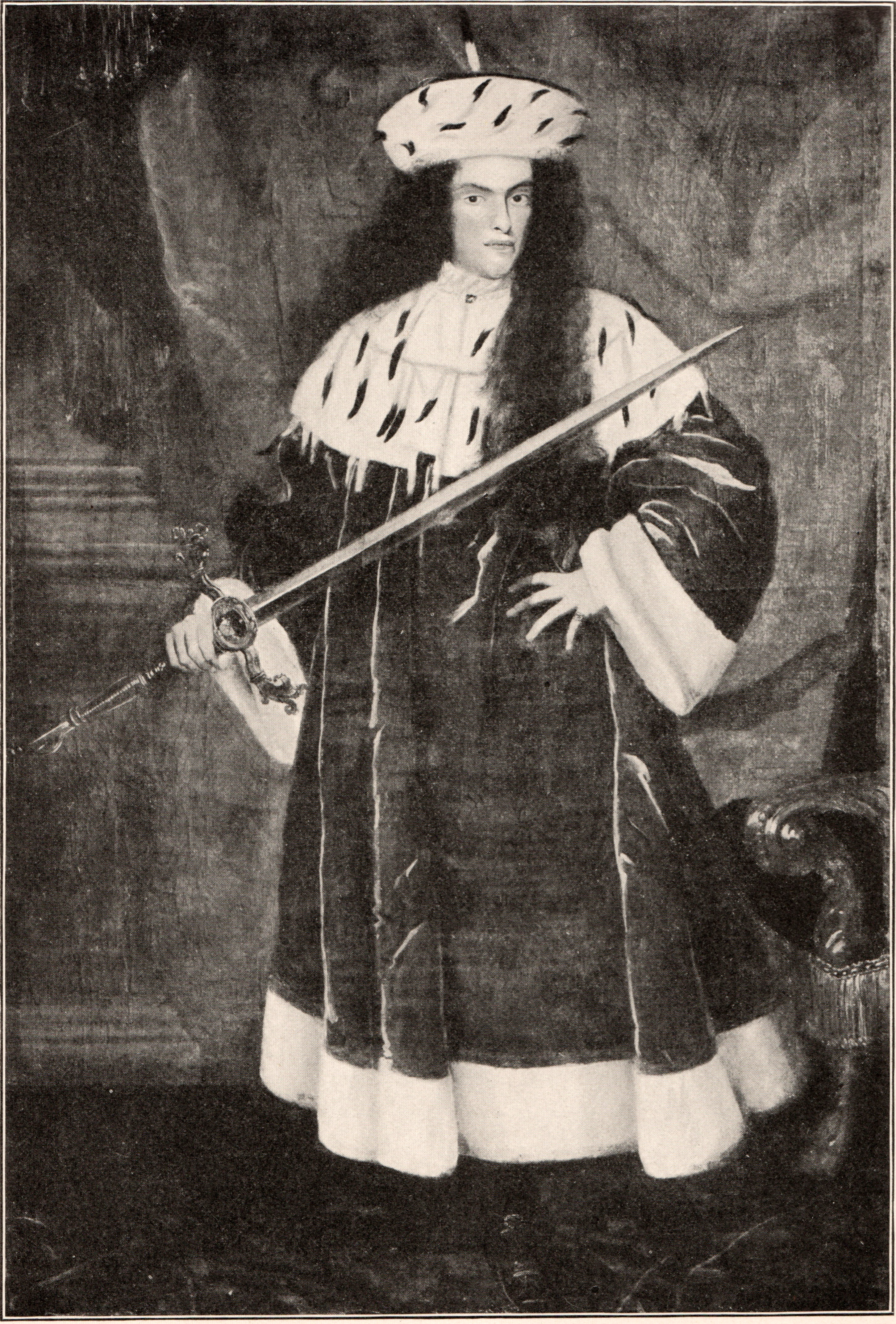
Johann Georg von Sachsen

Naumann war der Sohn des Johann Friedrich von Naumann und der Anna Salome von Elb. Er war in erster Ehe verheiratet mit einer Freifrau von Schmiedel und ehelichte um 1720 Catharina Elisabeth Jauch (1671–1736). Sein Schwager war Joachim Daniel von Jauch (1688–1754). Seine Söhne waren der Kurfürstlich-Sächsische Oberst Johann Christoph von Naumann d. J. (um 1691–1779) und der Königlich-Polnische Oberstleutnant Franz Rudolph von Naumann (1703–1755). Sein Enkel Franz Heinrich von Naumann (1749–1795) wurde als Hochfürstlich-Salzburgischer Vedutenmaler bekannt. Naumann erhielt 1733 eine Reichsadelbestätigung. Ungeklärt ist die in Zedlers Universallexikon von 1740 behauptete Abstammung von Wenzel von Naumann, Kanzler des Herzogtums Pommern. Sein Neffe war der von ihm geförderte Philosoph und Schriftsteller Christian Nicolaus Naumann (1726–1790).
Naumann erhielt in Dresden eine Ausbildung im Artillerie- und Fortifikationswesen. 1684/85 unternahm er im Gefolge des Kurprinzen Johann Georg von Sachsen eine Bildungsreise durch Dänemark, Schweden, Holland und England.

### Werdegang
In der Folge nahm Naumann in kaiserlichen und sächsischen Diensten an allen bedeutenden Kriegen seiner Zeit teil, am Großen Türkenkrieg, am Pfälzischen und Spanischen Erbfolgekrieg sowie am Großen Nordischen Krieg. Er focht hierbei in verschiedenen bekannten Schlachten und zeichnete sich wiederholt durch seine Tapferkeit aus. So kämpfte er 1686 als Volontär im Range eines Capitaines unter Herzog Karl von Lothringen bei dem Sturm auf die Türkenfestung Ofen und gehörte zu den ersten, die in der Festung Fuß fassen konnten. 1688 war er an der Erstürmung Belgrads beteiligt, in der Folge an den Belagerungen von Mainz und Namur. 1699 war er Mitglied der kaiserlichen Gesandtschaft bei dem Friedensschluss mit den Türken in Karlowitz. Er zeichnete die ausgehandelten Grenzfestlegungen kartographisch auf und war anschließend als kaiserlicher Grenzingenieur mit dem Auftrag tätig, die von den Türken befestigten Plätze an der Maros zu schleifen und neue Festungswerke anzulegen.
1704 trat Naumann aus kaiserlichen Dienste als Ingenieur-Major in den Dienst des sächsischen Kurfürsten und polnischen Königs August des Starken. 1714 wurde er Oberstleutnant, 1724 Oberst des Ingenieurkorps. 1706 focht er in der Schlacht bei Kalisch als General-Quartiermeister Augusts des Starken siegreich gegen den schwedischen General Mardefeld. 1708 kämpfte er unter dem Duke of Marlborough und Prinz Eugen in der Schlacht bei Oudenaarde. Er reorganisierte das sächsische Artillerie- und Fortifikationswesen. 1705 wurde er Inspekteur der sächsischen Festungen. 1730 nahm er im Stab des Kurprinzen am Manöver bei Zeithain teil.
Parallel zu seinen Kriegseinsätzen betrieb Naumann autodidaktisch das Studium der Zivilbaukunst. 1707 unternahm er eine erneute Studienreise nach Holland, England und Italien.
Naumann war bis zum Tode Augusts des Starken Cammer-Dessineur (Hofarchitekt) des Königs. In dieser Funktion organisierte er zwischen 1710 und 1715 das königliche Bauwesen in Polen, dessen Leitung später sein Schwager Joachim Daniel von Jauch übernahm. 1721 bis 1733 errichtete Naumann sein bauliches Hauptwerk, die erste Anlage des (später umgebauten) Jagdschlosses Hubertusburg bei Oschatz, seinerzeit der größte Bau Sachsens auf dem Lande. 1705 wurde er Direktor der von ihm errichteten Dresdner Stadtbeleuchtung. Ab 1711 war er Direktor der von ihm aufgebauten Generalakzisbaudirektion. Die damit verbundene Aufsicht über die bürgerlichen Bauvorhaben im Lande, für die staatliche Zuschüsse in Anspruch genommen werden sollten, wurde in der Folge Naumanns wichtigstes und nach 1733 alleiniges Aufgabengebiet. Er gilt als Begründer der modernen Baupolizei in Sachsen und erließ zahlreiche Brandordnungen, um die früher häufigen und verheerenden Stadtbrände einzudämmen. Naumann gilt als Mitgestalter des Dresdner Barock.

## Werke

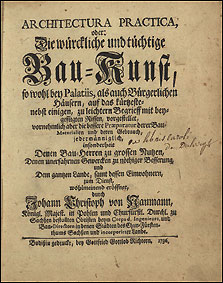
Architectura practica (Titelblatt)

### Schriften
- Johann Christoph Naumann: Discurs von einer neuen Manier in der Circular-Fortification 1706.
- Johann Christoph Naumann: Vorstellung des Jagt-Palaies Hubertusburg, Welches nach Königlicher Majest. von Pohlen und Churfürstl. Durchl. zu Sachsen entwurff, vor Ihro Hoheit Dero Königl. Prinzen aufgeführet worden. Dresden 1727.
- Architectura Practica, oder: Die würckliche und tüchtige Bau-Kunst, so wohl bey Palatiis, als auch Bürgerlichen Häusern, Bautzen 1736
 (Online-Version)

### Bauten
- 1705 Errichtung der Dresdner Stadtbeleuchtung
- 1707 gartenarchitektonische Gestaltung des parkähnlichen Leipziger Rosentals
- 1713 gartenarchitektonische Gestaltung des Sächsischen Palais in Warschau
- 1715–1718 Errichtung eines Barockaufsatzes auf dem Reichenturm in Bautzen
- 1721–1733 Schloss Hubertusburg in Wermsdorf
- 1724–1725 Bortenreuther Haus in Schneeberg
- 1728 Palais Teschen, heute Marcolinipalais in Dresden
- 1729–1732 Umbau des Rathauses in Bautzen
- 1736–1741 Siegertsches Haus in Chemnitz
- 1738 Wiederaufbau des abgebrannten Rathauses in Lommatzsch
- 1751 (posthum, in vereinfachten Formen nach Naumanns Plänen) Rathaus in Annaberg

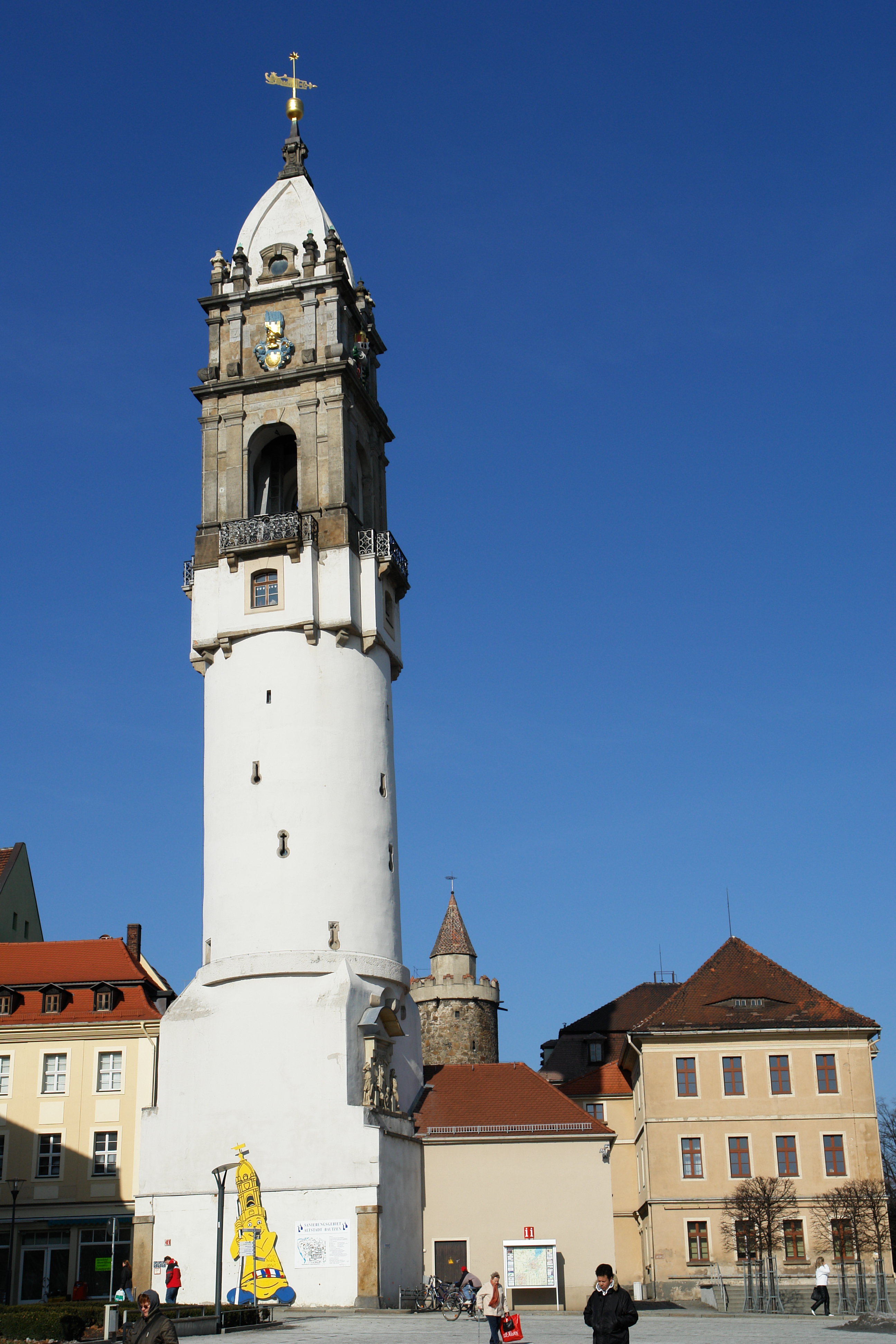
Reichenturm in Bautzen
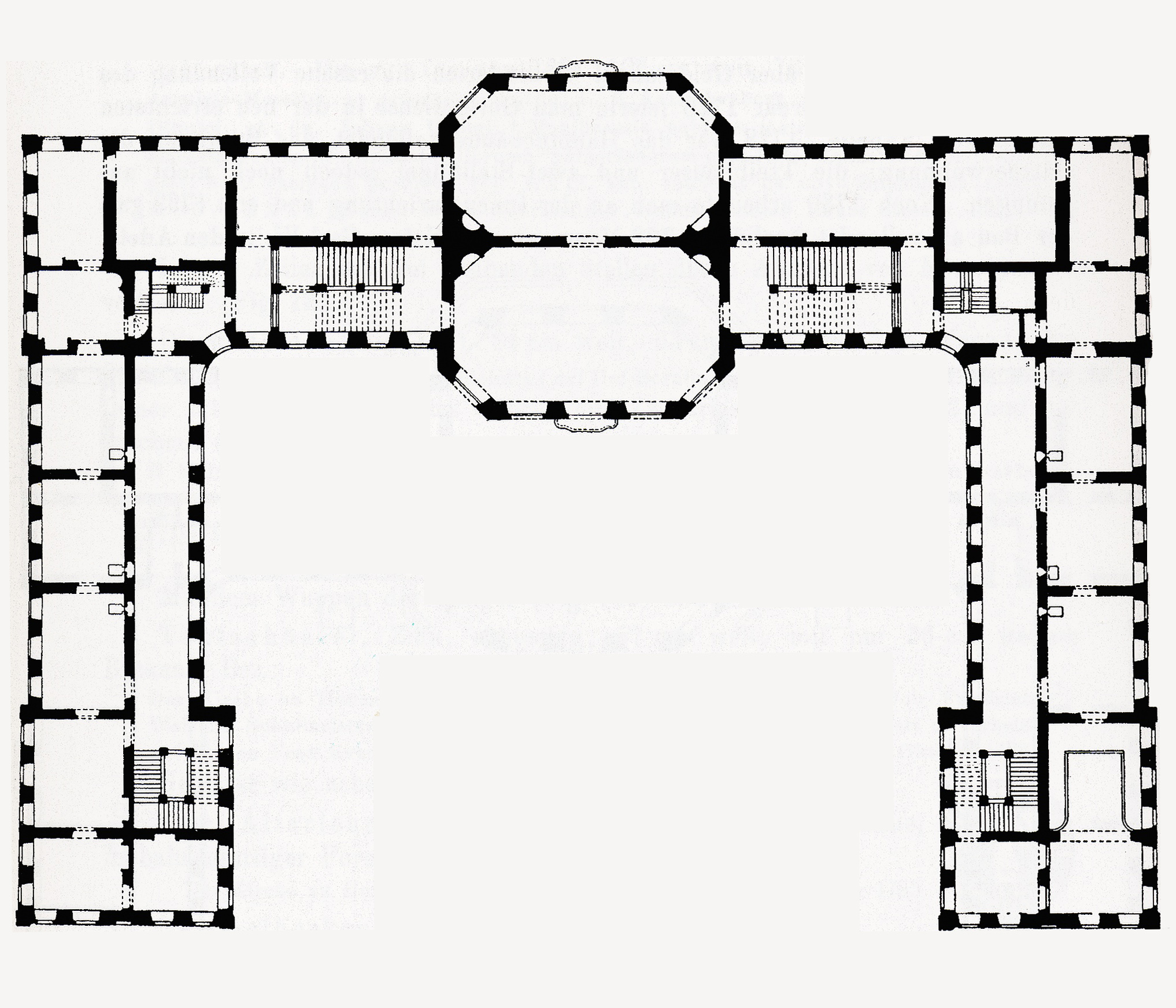
Hubertusburg erster Schlossbau
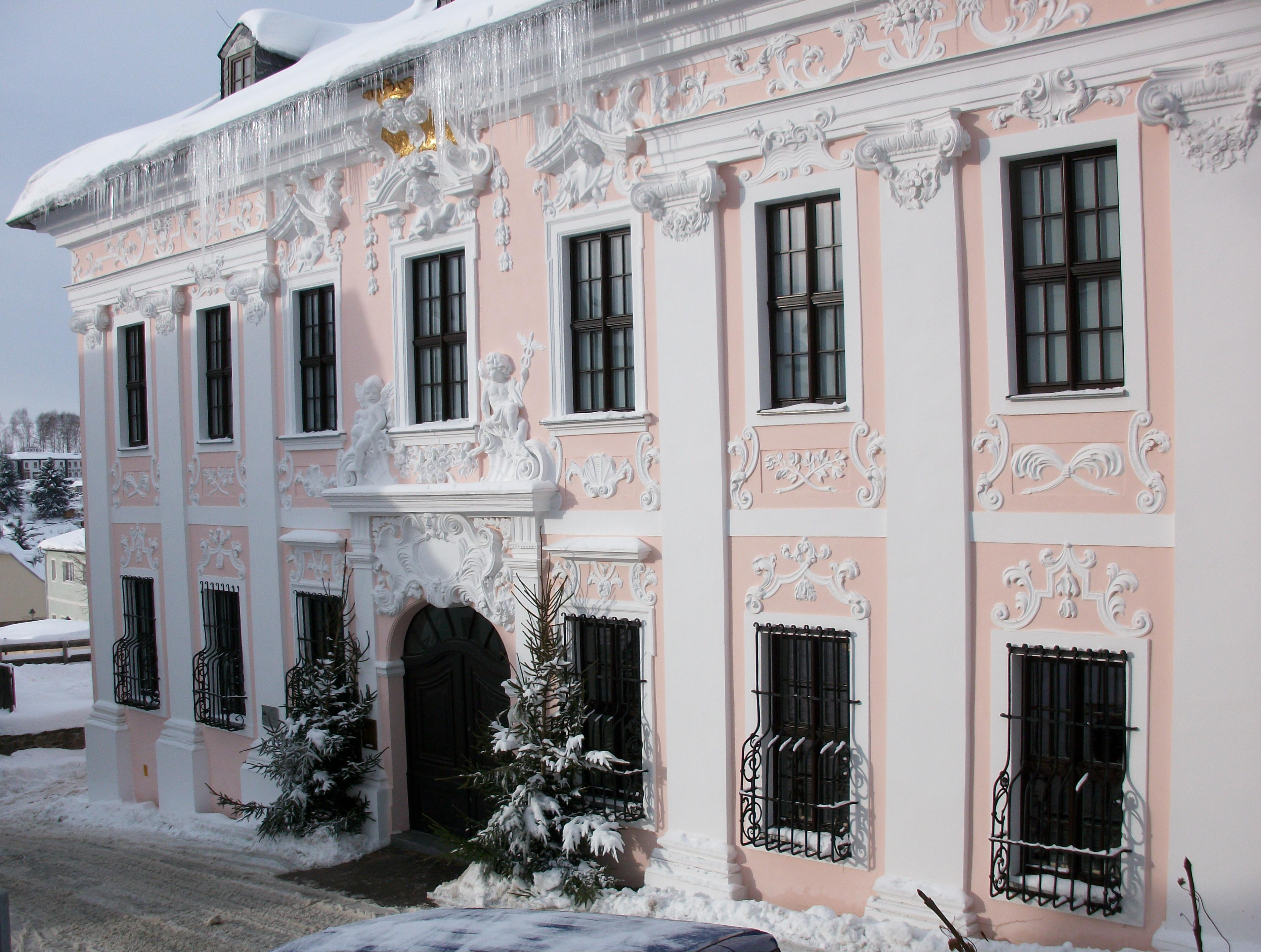
Bortenreuther Haus in Schneeberg
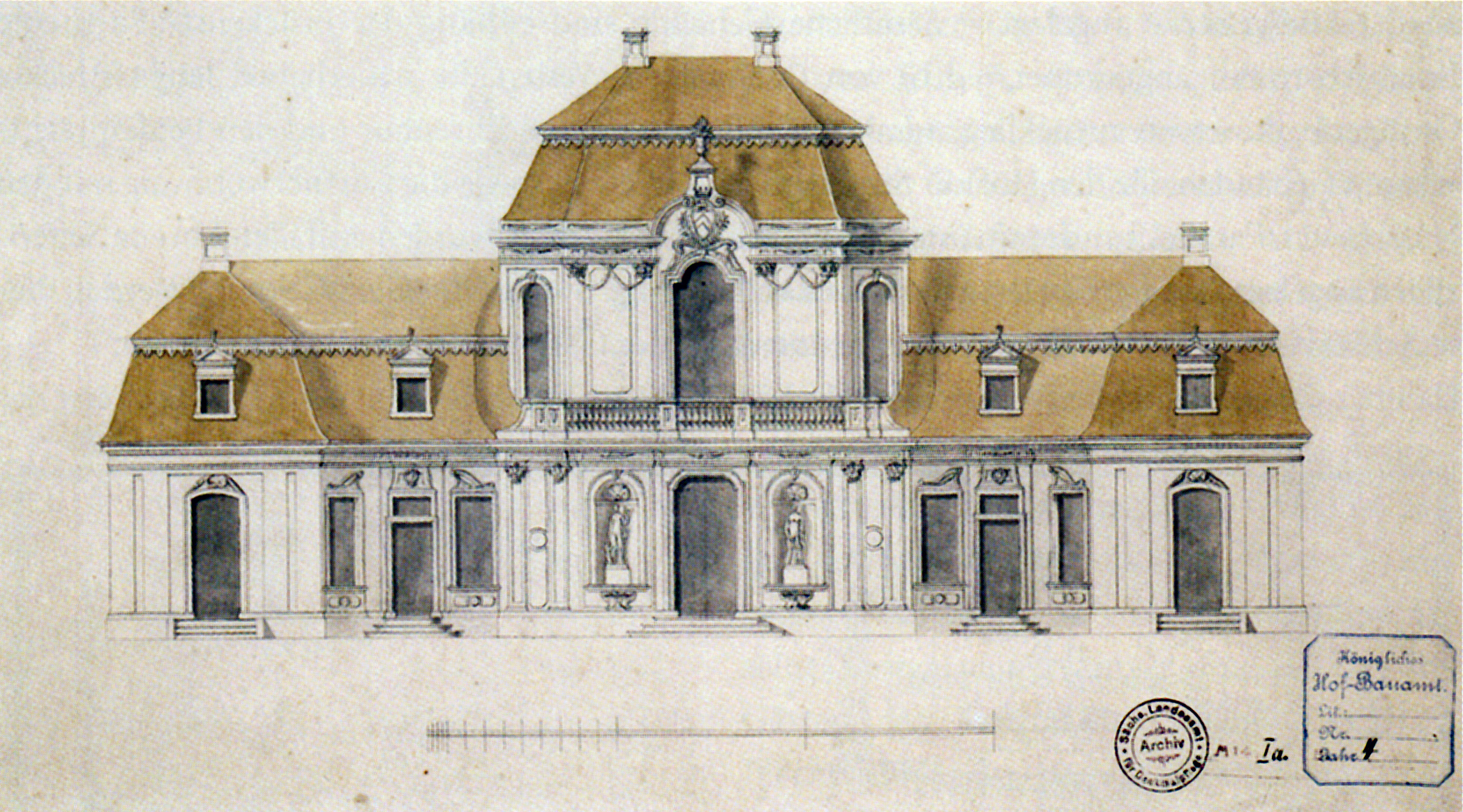
Marcolinipalais
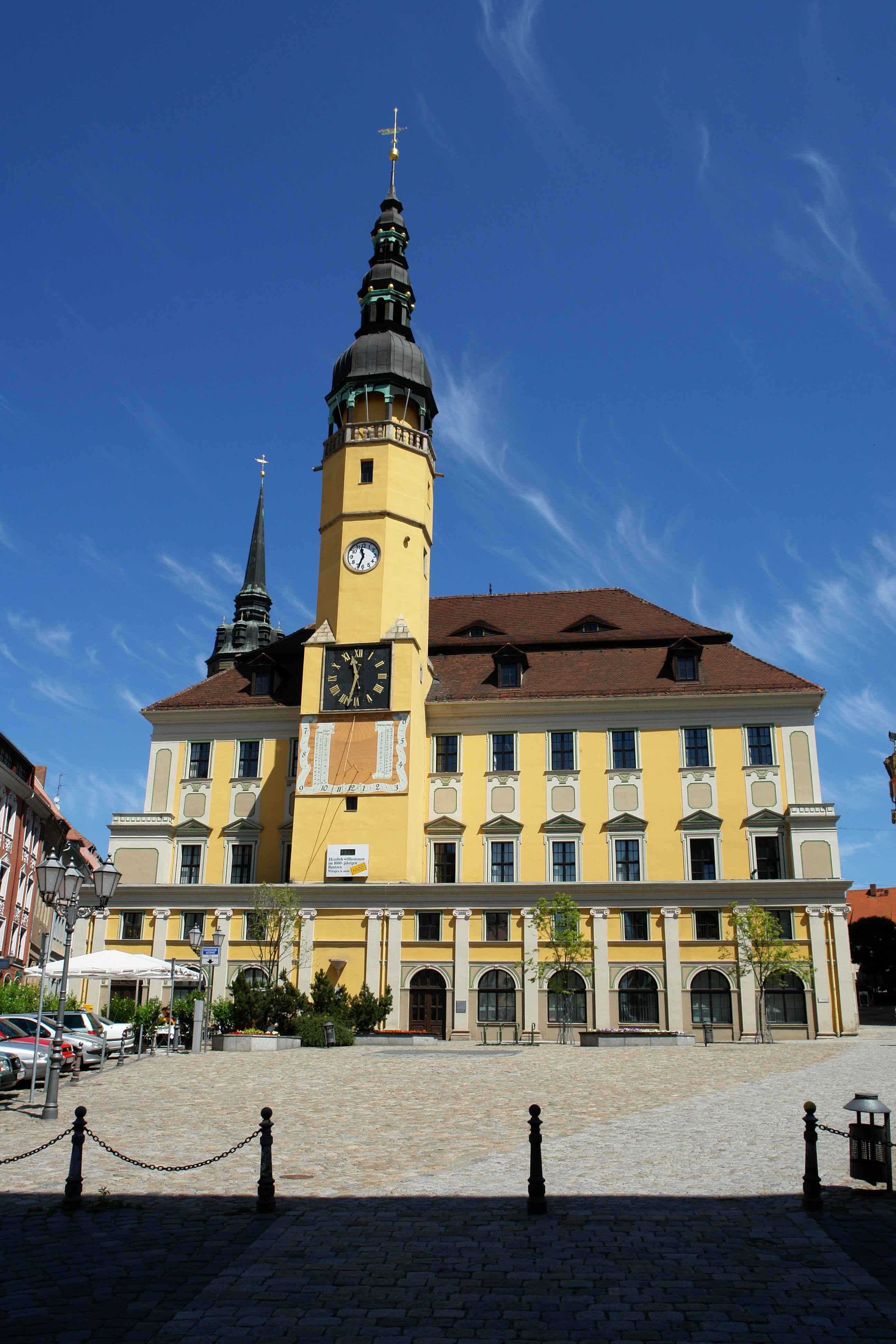
Rathaus Bautzen
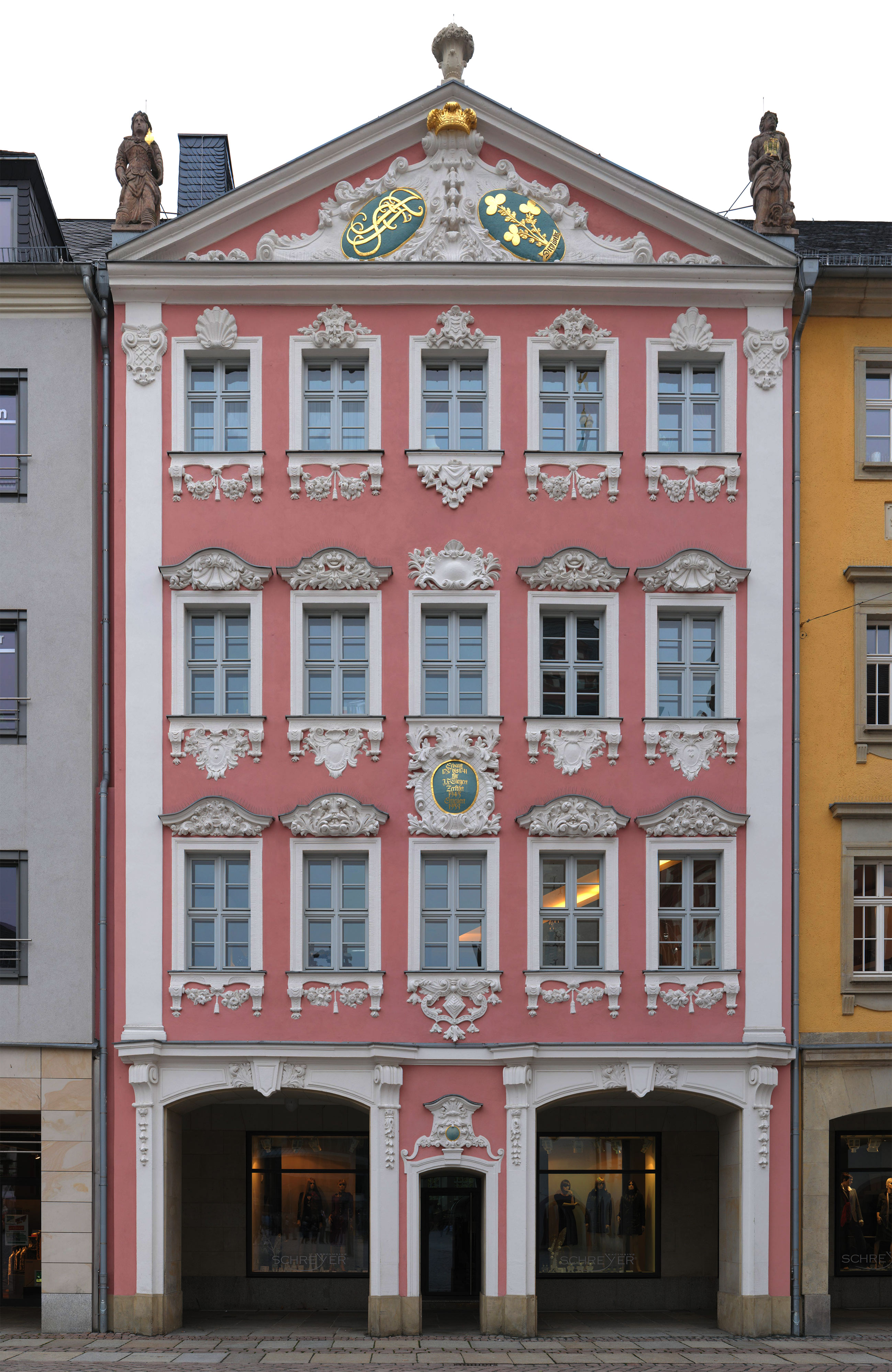
Siegertsches Haus am Markt in Chemnitz

### Kartenwerke
- 1741 Erstellung des zweitältesten Stadtplans Radebergs (Staatsarchiv Dresden)